# Hodosî (Șpaniv), Rivne
Hodosî (în ucraineană Ходоси) este un sat în comuna Șpaniv din raionul Rivne, regiunea Rivne, Ucraina.

## Demografie
Componența lingvistică a localității Hodosî
     Ucraineană (99,72%)
     Alte limbi (0,28%)
Conform recensământului din 2001, majoritatea populației localității Hodosî era vorbitoare de ucraineană (99,72%), existând în minoritate și vorbitori de alte limbi.